# Война снейков
Война снейков (англ. Snake War), — серия вооружённых конфликтов между северными пайютами, западными шошонами и банноками с одной стороны, которых американцы называли общим этнонимом снейки, и армией США с другой. Индейцы этих племён вступали в смешанные браки и жили в обширном регионе Большого Бассейна и Колумбийского плато.
Столкновения происходили в период с 1864 года по 1868-й на территории Орегона, Невады, Калифорнии и Айдахо. Война завершилась подписанием мирного договора между полковником американской армии Джорджем Круком и одним из лидеров снейков Вахвеве. Общие потери обеих конфликтующих сторон составили 1762 убитых, раненых или взятых в плен.